# La forma della voce - A Silent Voice
La forma della voce - A Silent Voice (聲の形?, Koe no katachi) è un film d'animazione del 2016 diretto da Naoko Yamada. Il film è l'adattamento anime del manga A Silent Voice di Yoshitoki Ōima.

## Trama
All'età di nove anni, una studentessa sorda di nome Shoko Nishimiya si presenta alla sua nuova classe. Nonostante i tentativi di socializzare con i compagni per stringere amicizia, finisce per essere continuamente infastidita e bullizzata da Shoya Ishida e i suoi amici. In particolare, Ishida rompe ripetutamente i suoi costosi apparecchi acustici con la complicità e l'indifferenza del resto della classe. Nonostante il silenzio di Shoko, la notizia del bullismo raggiunge comunque il preside che riconosce in Shoya l'unico colpevole. I compagni lo usano come capro espiatorio e il ragazzino diventa a sua volta il nuovo bersaglio del bullismo della classe. Incolpando Shoko della notizia, Shoya ha un alterco fisico con lei e successivamente la bambina viene trasferita in un'altra scuola. Trovando il taccuino dell'ex compagna, Shoya lo conserva.
La scena si sposta in avanti di qualche anno. Shoya è un liceale ed è diventato una sorta di rifiuto sociale che pensa persino al suicidio gettandosi da un ponte. È caduto in depressione al punto da "bloccare" i volti di coloro che lo circondano, incapace di guardarli negli occhi (vede i compagni con una vistosa X che copre loro il volto). Un giorno fa amicizia con un compagno, Tomohiro Nagatsuka, dopo averlo aiutato con un bullo, e visita il centro di insegnamento della lingua dei segni dove casualmente rincontra Shoko. Dopo un iniziale imbarazzo da parte di entrambi le restituisce il taccuino trovato anni prima, rivelando di aver imparato la lingua dei segni e aggiungendo di voler fare ammenda per il comportamento tenuto in passato. I due iniziano a incontrarsi su un ponte per dare da mangiare a delle carpe koi.
Un giorno, il taccuino di Shoko cade accidentalmente in un fiumiciattolo e i due si tuffano per recuperarlo nonostante sia vietato nuotarci. Yuzuru, sorella minore di Shoko che non si fida di Shoya visto quanto fatto a Shoko da bambino, scatta una foto al ragazzo mentre si trova nel fiume e la pubblica online facendolo sospendere. Più tardi Shoya incontra Yuzuru, che è scappata di casa, e dopo averla ospitata i due fanno ammenda.
Shoya e Shoko si riuniscono con Miyoko Sahara, una loro compagna delle elementari che era stata l'unica a essere amichevole con Shoko; nel frattempo quest'ultima fa un regalo a Shoya e prova a confessargli i suoi sentimenti, ma il ragazzo fraintende.
Successivamente, Shoya invita Shoko ad un parco divertimenti con Tomohiro, Miyoko, Miki Kawai (un'altra loro vecchia compagna delle elementari) e Satoshi Mashiba (amico di Miki). Lì incontrano un'altra ex compagna, Naoka Ueno (che sosteneva Shoya nel bullismo contro Shoko) che porta Shoko su una ruota panoramica dove le rivela l'odio che prova nei suoi confronti, incolpandola di aver creato una frattura tra lei e Shoya, di cui era infatuata. Dopo che Yuzuru rivela la cosa, Miki cerca di discolparsi dal bullismo contro Shoko esponendo il passato di Shoya agli studenti che ancora non lo sapevano; cerca poi di scusarsi con il gruppo, ma Shoya si allontana quando Naoka non appare dispiaciuta.
In seguito Shoya scopre che la nonna di Shoko e Yuzuru è appena morta, quindi le porta in campagna per rincuorarle e scopre che Shoko si incolpa di tutto quello che gli è successo.
Durante un festival di fuochi d'artificio, Shoko torna a casa con la scusa di dover finire i compiti. Shoya la segue per andare a prendere la macchina fotografica di Yuzuru e scopre Shoko sul punto di uccidersi saltando giù dal balcone. Shoya riesce a tirarla su, ma cade nel fiume sottostante e, pur venendo salvato dai suoi amici, entra in coma. Shoko si incontra quindi con ciascuno dei membri del gruppo per spiegare nel dettaglio la storia sua e dell'amico.
Una notte, Shoko sogna di ricevere una visita di addio da Shoya e scappa fuori in lacrime nel timore di morire. Shoya si sveglia in quel momento dal coma e la raggiunge, scusandosi per il modo in cui l'ha trattata, chiedendole di non incolparsi di nulla e ammettendo di aver pensato anche lui al suicidio, salvo cambiare idea. Dopodiché, le chiede di aiutarlo a continuare a vivere.
Tempo dopo, Shoya e Shoko vanno al festival scolastico e si riconciliano con i loro amici. Shoya riesce finalmente a guardare il volto degli altri e si lascia andare a un pianto liberatorio dopo aver visto la sua nuova famiglia e amici.